# Ironman Hambourg
.
L'Ironman Hambourg  est une compétition de triathlon longue distance qui se déroule depuis 2017 à Hambourg en Allemagne. Compétition qualificative pour le championnat du monde d'Ironman à Kailua-Kona (Hawaï), la compétition attribue également le titre continental de champion d'Europe d'Ironman, dont elle est parfois support et en alternance depuis 2022 avec l'Ironman Allemagne à Francfort.

## Palmarès
| Année | Médaille d'or      | Temps           | Médaille d'argent | Temps           | Médaille de bronze | Temps           |
| ----- | ------------------ | --------------- | ----------------- | --------------- | ------------------ | --------------- |
| 2023  | Denis Chevrot      | 7 h 26 min 20 s | Pieter Heemeryck  | 7 h 31 min 0 s  | Kristian Høgenhaug | 7 h 31 min 11 s |
| 2019  | Kristian Høgenhaug | 8 h 11 min 26 s | Ruedi Wild        | 8 h 16 min 34 s | Paul Schuster      | 8 h 24 min 25 s |
| 2018  | Bart Aernouts      | 7 h 5 min 26 s  | Joe Skipper       | 7 h 12 min 35 s | James Cunnama      | 7 h 13 min 54 s |
| 2017  | James Cunnama      | 8 h 0 min 36 s  | Horst Reichel     | 8 h 22 min 27 s | Markus Fachbach    | 8 h 25 min 36 s |

| Année | Médaille d'or     | Temps           | Médaille d'argent  | Temps           | Médaille de bronze | Temps           |
| ----- | ----------------- | --------------- | ------------------ | --------------- | ------------------ | --------------- |
| 2024  | Jackie Hering     | 8 h 19 min 14 s | Maja Stage Nielsen | 8 h 21 min 54 s | Daniela Bleymehl   | 8 h 28 min 9 s  |
| 2022  | Laura Philipp     | 8 h 18 min 20 s | Chelsea Sodaro     | 8 h 36 min 41 s | Manon Genêt        | 8 h 52 min 1 s  |
| 2021  | Laura Zimmermann  | 8 h 54 min 30 s | Renee Kiley        | 8 h 56 min 47 s | Lauren Brandon     | 9 h 0 min 49 s  |
| 2019  | Susannah Cheetham | 8 h 58 min 2 s  | Sarah Piampiano    | 9 h 0 min 42 s  | Julia Gajer        | 9 h 9 min 39 s  |
| 2018  | Sarah Crowley     | 8 h 8 min 21 s  | Katharina Grohmann | 8 h 13 min 30 s | Maja Stage Nielsen | 8 h 21 min 23 s |
| 2017  | Daniela Sämmler   | 9 h 7 min 49 s  | Eva Wutti          | 9 h 23 min 35 s | Julia Ertmer       | 9 h 39 min 43 s |